# カースティ・コベントリー
カースティ・コベントリー（Kirsty Coventry、本名：Kirsty Leigh Coventry、1983年9月16日 - ）は、ジンバブエの元競泳選手。白人。アメリカ合衆国を拠点に活動している。2025年6月23日より第10代国際オリンピック委員会会長に就任。

## 来歴
ジンバブエの首都であるハラレ出身。高校在学中に2000年シドニーオリンピックに出場し、ジンバブエ競泳選手として初めて準決勝に進出。高校卒業後、アメリカ・アラバマ州のオーバーン大学に進学。
2004年アテネオリンピックでは女子200m背泳ぎで金メダルに、100m背泳ぎで銀メダルに、200m個人メドレーで銅メダルに輝いた。この時、ジンバブエのロバート・ムガベ大統領から「ゴールデンガール」と称賛された。
2008年2月16日、アメリカ合衆国ミズーリ州で開かれた大会、ミズーリ・グランプリでは、1991年にハンガリーのクリスティーナ・エゲルセギが出した世界記録を16年ぶりに0秒23縮め、2分6秒39の世界新記録（当時）をマークした。同年の北京オリンピックでは200m背泳ぎを2分5秒24の世界新記録で連覇して金メダルを獲得。100m背泳ぎでは準決勝で58秒77の世界新記録を出したが、決勝で敗れて銀メダルとなった。
北京オリンピック後、ロバート・ムガベ大統領から10万USドルの報奨金が与えられ、一部をチャリティーに寄付した。
2012年ロンドンオリンピックの開会式ではジンバブエ選手団の旗手を務めた。
2013年7月、国際オリンピック委員会（IOC）委員に就任。
2025年3月20日、トーマス・バッハの退任に伴うIOCの会長選挙が実施され、第10代会長に選出された。IOC史上初の女性会長であり、41歳での会長就任は史上最年少となる。同年6月23日に就任。

## 主な成績
- 2004年アテネオリンピック　200m 背泳ぎ 2分9秒19 金メダル、100m 背泳ぎ 1分0秒50 銀メダル、200m 個人メドレー 2分12秒72 銅メダル
- 2005年世界水泳選手権　100m 背泳ぎ 1分0秒24 優勝、200m 背泳ぎ 2分8秒52 優勝、200m 個人メドレー 2分11秒13 2位、 400m 個人メドレー 4分39秒72 2位
- 2007年世界水泳選手権　200m 背泳ぎ 2分7秒54 2位、200m 個人メドレー 2分10秒74 2位
- インターナショナル・スイム・ミート2007　100m 背泳ぎ 59秒85 優勝、200m 背泳ぎ 2分6秒83 優勝
- 2008年世界短水路選手権　100m 背泳ぎ 57秒10 優勝、200m 背泳ぎ 2分0秒91 優勝（世界新記録）、200m 個人メドレー 2分6秒13 優勝（世界新記録）、400m 個人メドレー 4分26秒52 優勝（世界新記録）
- 2008年北京オリンピック　200m 背泳ぎ 2分5秒24 金メダル（世界新記録）、100m 背泳ぎ 59秒19 銀メダル、200m 個人メドレー 2分08分59 銀メダル、400m 個人メドレー 4分29秒89 銀メダル

## 自己ベスト

### 長水路
- 50m自由形: 26秒19（ジンバブエ記録）
- 100m自由形: 55秒73（ジンバブエ記録）
- 200m自由形: 1分57秒04（アフリカ記録）
- 400m自由形: 4分08秒50（ジンバブエ記録）
- 800m自由形: 8分43秒89（ジンバブエ記録）
- 50m背泳ぎ: 28秒08（アフリカ記録）
- 100m背泳ぎ: 58秒77（世界記録）
- 200m背泳ぎ: 2分04秒81（世界記録）
- 100m平泳ぎ: 1分11秒86（ジンバブエ記録）
- 50mバタフライ: 28秒27
- 100mバタフライ: 1分01秒93
- 200m個人メドレー: 2分08秒59（アフリカ記録）
- 400m個人メドレー: 4分29秒89（アフリカ記録）
- 4×100mフリーリレー: 3分53秒45（ジンバブエ記録）
- 4×200mフリーリレー: 8分38秒20
- 4×100mメドレーリレー: 4分21秒60（ジンバブエ記録）
- 混合4×100mフリーリレー: 3分42秒05（ジンバブエ記録）
- 混合4×100mメドレーリレー: 4分00秒78（ジンバブエ記録）

### 短水路
- 100m自由形: 55秒22（ジンバブエ記録）
- 200m自由形: 1分58秒44（ジンバブエ記録）
- 400m自由形: 4分12秒80（ジンバブエ記録）
- 50m背泳ぎ: 26秒85（アフリカ記録）
- 100m背泳ぎ: 57秒10（世界短水路選手権記録）
- 200m背泳ぎ: 2分00秒91（世界記録）
- 50mバタフライ: 27秒95
- 100mバタフライ: 1分02秒38
- 100m個人メドレー: 59秒77（アフリカ記録）
- 200m個人メドレー: 2分06秒13（世界記録）
- 400m個人メドレー: 4分26秒52（世界記録）